# María Teresa Ruiz González
María Teresa Ruiz González (Santiago de Xile, 24 de setembre de 1946) és una astrònoma xilena, Premi Nacional de Ciències Exactes 1997 i presidenta de l'Acadèmia Xilena de Ciències. Especialitzada en l'estudi de les estrelles nanes de baixa massa, ha descobert una supernova anomenada Kelu («vermell», en mapudungun) al moment d'explotar dues nebuloses planetàries a l'halo de la nostra galàxia i la nana marró en les proximitats del sistema solar.
Llicenciada en astronomia per la Universitat de Xile el 1971, va continuar els seus estudis a la Universitat de Princeton, on va obtenir el doctorat en astrofísica. Investigadora associada de l'Observatori Astronòmic de Trieste entre 1975 i 1976, ha treballat també com a investigadora visitant tant en l'Institut d'Astronomia de la Universitat Nacional Autònoma de Mèxic com en l'Institut d'Estudis Espacials de Nova York (1978-1979). Des d'aquest últim any ensenya en el Departament d'Astronomia de la seva alma mater, primer com a professora associada (1979-1989) i després com a titular.
Ha estat beneficiària d'una Beca Guggenheim el 2000 i ha assolit importants distincions com la Medalla Rectoral, el Premi Nacional de Ciències Exactes el 1997 (la primera dona a guanyar-lo) o la condecoració Amanda Labarca. Encapçala la Fundació per al Desenvolupament de l'Astronomia de Xile i el Centre d'Astrofísica i Tecnologies Afines (TAST). A la fi del 2015 es va convertir en la primera dona escollida per presidir l'Acadèmia de Ciències.

## Premis i reconeixements
- Distinció Carnegie-Chile Fellowship (1971-1975)
- Distinció MacArthur Foundation-AAAS Starter Grant el 1993
- Càtedra Presidencial de Ciències, Xile (1996)
- Medalla Rectoral, Universitat de Xile (1997)
- Premi Nacional de Ciències Exactes (1997)
- Condecoració al Mèrit Amanda Labarca, Universitat de Xile (2000)
- Beca Guggenheim (2001)
- Premi Advancement of Women, Scotiabank (2013)[4]
- Premi L'Oréal - Unesco per a dones en ciència (2016), en la categoria Llatinoamèrica, pel descobriment de la primera estrella nana.[5]

## Llibres
- Hijos de las estrellas (Ediciones B, 1998; Debate, 2017)[6][7]
- Desde Chile un cielo estrellado (2013) ISBN 9789563242270.[8]